# Vacuümzout
Vacuümzout is de benaming voor zout, zoals keukenzout, dat wordt gewonnen uit ondergrondse voorkomens door middel van het laten oplossen van dit zout in heet water, waardoor pekel ontstaat. Deze pekel wordt naar boven gepompt en ingedampt onder verlaagde druk, vandaar de naam.
In Nederland werd en wordt vacuümzout geproduceerd door Koninklijke Nederlandse Zoutindustrie (later opgegaan in Akzo Nobel en sinds 2020 in Nobian), door Frisia Zout, en door Nedmag (magnesiumzout)
Zout dat door middel van traditionele mijnbouw wordt gewonnen noemt men steenzout, terwijl men ook zout kan winnen door indampen van zeewater. Dit heet zeezout.